# Hưng Nguyên (xã)
Hưng Nguyên là một xã thuộc tỉnh Nghệ An, Việt Nam. Xã được hình thành trên cơ sở sáp nhập thị trấn Hưng Nguyên và các xã Hưng Đạo, Hưng Tây, Thịnh Mỹ của huyện Hưng Nguyên trong đợt Sáp nhập tỉnh thành Việt Nam 2025.

## Địa lý
Xã Hưng Nguyên có vị trí địa lý:
- Phía Đông giáp phường Trường Vinh, phường Thành Vinh và phường Vinh Hưng
- Phía Nam giáp xã Hưng Nguyên Nam, xã Lam Thành và xã Kim Liên
- Phía Tây giáp xã Kim Liên
- Phía Bắc giáp xã Yên Trung và xã Nghi Lộc

Xã Hưng Nguyên có diện tích tự nhiên 46,14 km2.

## Hành chính và tên gọi
Xã Hưng Nguyên được thành lập theo Nghị quyết số 1678/NQ-UBTVQH15 của Ủy ban Thường vụ Quốc hội Việt Nam, ban hành ngày 16 tháng 6 năm 2025. Theo đó, sắp xếp toàn bộ diện tích tự nhiên, quy mô dân số của thị trấn Hưng Nguyên và các xã Hưng Đạo, Hưng Tây, Thịnh Mỹ thuộc huyện Hưng Nguyên trước đây thành một xã mới có tên gọi là xã Hưng Nguyên.
Trước đó, theo Đề án sắp xếp đơn vị hành chính cấp xã tỉnh Nghệ An, xã này là xã Hưng Nguyên 1.
Sau sắp xếp xã có diện tích tự nhiên: 46,14 km2, quy mô dân số: 53.144 người.

## Lịch sử
Phần lớn địa bàn thị trấn Hưng Nguyên trước đây là xã Hưng Thái thuộc huyện Hưng Nguyên.
Ngày 13 tháng 11 năm 1986, Hội đồng Bộ trưởng ban hành Quyết định số 139-HĐBT. Theo đó, thành lập thị trấn Thái Lão, thị trấn huyện lỵ huyện Hưng Nguyên trên cơ sở điều chỉnh một phần diện tích và dân số của hai xã Hưng Thái và Hưng Đạo.
Sau khi thành lập, thị trấn Thái Lão có diện tích 209 ha, dân số là 4.089 người.
Tuy nhiên, vào ngày 17 tháng 12 năm 1993, Chính phủ ban hành nghị định 99-CP giải thể thị trấn Thái Lão, địa bàn nhập vào các xã Hưng Thái và Hưng Đạo như cũ.
Ngày 15 tháng 9 năm 1998, Chính phủ ban hành Nghị định số 73/1998/NĐ-CP. Theo đó, thành lập thị trấn Hưng Nguyên trên cơ sở sáp nhập toàn bộ diện tích, dân số của xã Hưng Thái và một phần diện tích, dân số của xã Hưng Đạo.
Sau khi thành lập, thị trấn Hưng Nguyên có 702,7759 ha diện tích tự nhiên, dân số là 6.735 người.

## Di tích

### Đền Ngọc Điền
Đền Ngọc Điền thờ Cao Các, người Cao Xá, Thọ Xuân, Châu Ái; là tướng nhà Đinh được Đinh Bộ Lĩnh phong là Giám Nghị Đại Phu và giao cho 5 vạn quân và trấn giữ vùng An Ninh và châu Hoan.
Theo Ngọc phả đại vương tôn vị trung thần triều đình của đền Ngọc Điền: Tại làng Châu Ái, Cao Xá, huyện Thọ Xuân, phủ Anh Đô, có ông đồ Cao Trạch, người hiền lành, phúc hậu, lấy bà Lê Thị Điểm, sinh được bé trai kháu khỉnh đặt tên là Cao Các. Lớn lên Cao Các thông minh hơn người thường. Khi đất nước rơi vào cảnh loạn lạc, ông rời làng đi tìm minh chúa. Khi gặp được Đinh Bộ Lĩnh, thấy ông tư chất thông minh hơn người. Hỏi về học vấn đều đáp trôi chảy nên đã phong ông làm Giám Nghị Đại Phu, giao cho 5 vạn binh lính phò giúp Đinh Bộ Lĩnh dẹp loạn. Với tài trí và mưu lược của mình, Cao Các đã cùng các tướng sỹ lần lượt dẹp loạn, thu phục 12 sứ quân.
Sau khi dẹp loạn, Đinh Bộ Lĩnh về Hoa Lư xây dựng kinh đô, xưng Đại Thắng Minh Hoàng Đế. Ông ban cho Cao Các thực ấp ở huyện An Ninh. Thấy đây là vùng non nước hữu tình ông bèn cho quân sỹ lập quân cư. Năm 971, chúa Chiêm Thành đem quân uy hiếp nước Đại Cồ Việt. Vua Đinh triệu Cao Các về triều giao cho 5 vạn binh lính, ấn kiếm đi đánh giặc. Với tài thao lược của mình, Cao Các cầm quân xông pha trận mạc, khiến vua Chiêm đại bại, phải trốn về nước. Sau trận đại thắng quân Chiêm, vua Đinh muốn giữ ông lại triều đình nhưng Cao Các xin được ở lại An Ninh. Ông lâm bệnh và mất đột ngột tại quê nhà. Vua Đinh thương tiếc cho các nơi lập miếu thờ ông.